# Parkstad Limburg Stadion
Het Parkstad Limburg Stadion is een voetbalstadion in de gemeente Kerkrade dat op 15 augustus 2000 werd geopend. Het stadion is gelegen in de gelijknamige regio, een samenwerkingsverband tussen zeven Zuid-Limburgse gemeenten. Het stadion heeft een capaciteit van 19.979 zitplaatsen, 2.500 business-seats en 24 skyboxen. Het is voornamelijk bekend als thuisstadion van voetbalclub Roda JC (ter vervanging van Gemeentelijk Sportpark Kaalheide), maar wordt ook gebruikt voor evenementen zoals het Wereld Muziek Concours (mars- en showwedstrijden) en autoshows.

## Naamgeving
Het Parkstad Limburg Stadion dankt zijn naam aan de regio waar het is gebouwd, Parkstad. Het Parkstad Limburg Stadion werd voor een deel betaald door de twee grootste gemeenten in die regio, Heerlen en Kerkrade. Laatstgenoemde gemeente is eigenaar van het stadion.

## Bouwgeschiedenis
Al tijdens het seizoen 1993-'94 bestonden er plannen voor een nieuw voetbalstadion. In eerste instantie hoopte Roda JC een nieuw stadion te kunnen bouwen bij de start van het seizoen 1996-'97. Door onenigheid tussen de gemeenten Kerkrade en Heerlen over de locatie van het stadion - Heerlen wilde het Roda JC-stadion graag binnen zijn gemeentegrenzen - moest Roda JC zijn wedstrijden blijven spelen op Gemeentelijk Sportpark Kaalheide, dat echter niet meer voldeed aan de moderne eisen en de strengere veiligheidseisen van de UEFA en de KNVB.
Roda JC's berekeningen gingen in eerste instantie uit van een stadion met 14.000 overdekte zitplaatsen en enkele honderden staanplaatsen. Uiteindelijk werd het stadion met 19.979 plaatsen een stuk groter. In 1998 leek Roda JC groen licht te hebben voor de bouw van het nieuwe stadion, ontworpen door architect Jan Dautzenberg. Het stadion zou verrijzen op het industrieterrein De Locht in Kerkrade. Bij het stadion zou tevens een bouwmarkt annex tuincentrum (Hornbach) gebouwd worden. Bezwaarmakers tekenden opnieuw beroep aan, waardoor de bouwstart werd uitgesteld. In juni 1999, zes jaar nadat de eerste plannen bekend werden, mocht de club eindelijk beginnen met bouwen.
In september 1999 ging de eerste van de in totaal 852 palen de grond in. De naam van het stadion werd bekendgemaakt in februari 2000: Parkstad Limburg Stadion. In de zomer van 2000 werd het nieuwe stadion opgeleverd.
Het Parkstad Limburg Stadion is in twaalf maanden tijd gebouwd. Ook is er bij de bouw rekening gehouden om eventueel de capaciteit uit te kunnen breiden met 10.000 plaatsen naar 30.000. Op drie plekken (Oosttribune, Theo Pickeé Tribune en Koempeltribune) kan namelijk het dak gedemonteerd worden om er een tweede ring op te zetten. Het hoogste punt van het stadion bedraagt 36 meter. De vier lichtmasten zijn elk 45 meter hoog en bevatten 39 stadionlampen. De gehele kunstlichtinstallatie levert 20.000 lux.

## Eerste wedstrijden

Parkstad Limburg Stadion in 2020

Roda JC's eerste tegenstander in het Parkstad Limburg Stadion was op dinsdagavond  15 augustus 2000 het Spaanse Real Zaragoza. Het stadion was bij deze gelegenheid uitverkocht. De opening werd gecompleteerd door een optreden van de Limburgse band Rowwen Hèze. Deze wedstrijd, die rechtstreeks op de Limburgse regionale televisiezender L1 werd uitgezonden, eindigde in een gelijk spel (2-2). Het eerste doelpunt werd gemaakt door een speler van Real Zaragoza. Samir Ouindi, scoorde de 1-1 en maakte daarmee het eerste doelpunt voor Roda JC in het nieuwe stadion. De gelijkmaker voor Roda na een 1-2 achterstand werd gescoord door de Nigeriaanse aanvallende middenvelder Garba Lawal.
De eerste eredivisiewedstrijd in het Parkstad Limburg Stadion vond plaats tussen Roda JC en FC Twente op zaterdagavond 9 september 2000. FC Twente kwam op een 0-2 voorsprong. Yannis Anastasiou was de eerste Roda JC'er die wist te scoren in het Parkstad Limburg Stadion tijdens een officiële wedstrijd. Met zijn twee treffers zorgden hij ervoor dat ook deze tweede wedstrijd in het nieuwe stadion eindigde in 2-2.
Vijf dagen later, op donderdagavond 14 september 2000, werd de eerste Europese wedstrijd gespeeld in het stadion. De wedstrijd voor de UEFA Cup 2000/01 tegen Inter Bratislava levert Roda JC haar eerste nederlaag op. De wedstrijd eindigde in 0-2.
Na drie weken geen competitievoetbal te hebben gehad wachtte Roda JC op zondagmiddag 1 oktober 2000 weer een thuiswedstrijd, ditmaal tegen AZ. Roda JC won voor het eerst in het Parkstad Limburg Stadion, en wel met 4-2.
De eerste competitienederlaag in het Parkstad Limburg Stadion leed Roda JC op zondag 29 oktober 2000, toen RKC Waalwijk met 0-1 won. De eerste KNVB Beker tegenstander in het Parkstad Limburg Stadion was op vrijdagavond 26 januari 2001 FC Utrecht. Roda JC was met 2-0 te sterk, door doelpunten van Gábor Torma en Yannis Anastasiou. Het tweede KNVB bekerduel, tegen PSV, ging met 0-2 verloren.

## Tribunes en gebouwen

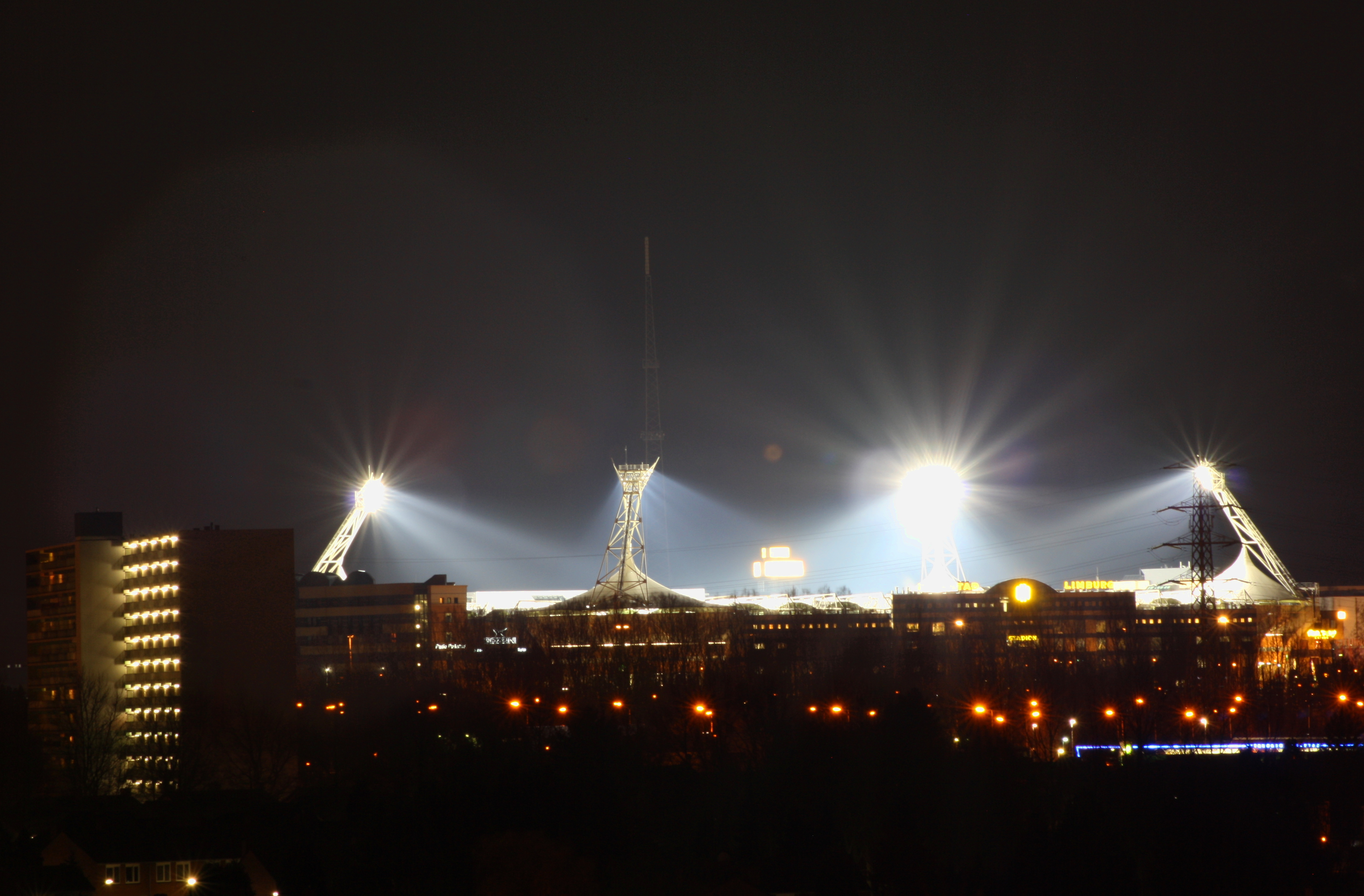
Parkstad Limburg Stadion bij nacht

De tribune aan de noordzijde is de Hoofdtribune van het stadion, hierop zijn alle skyboxen en VIP-Lounge's te vinden. Op de Oosttribune is onder andere het uitvak voor de bezoekende clubs, met 1100 plaatsen een van de grootste uitvakken van Nederland. Op de Zuidtribune, die na het overlijden van oud Roda JC-voorzitter Theo Pickeé eind 2003, de Theo Pickeé Tribune heet, zijn in de hoeken de gezinstribunes gevestigd. En op de Westtribune, die na de degradatie in het seizoen 2013-'14 de Koempeltribune heet vanwege de grote steun van de fans, is de fanatieke aanhang van Roda JC gevestigd (Ultras Kerkrade, Fanproject '98 en leden van de Supportersvereniging Roda JC 1961).
Het Parkstad Limburg Stadion heeft aan elke tribune een aanbouw. In de aanbouw van de Hoofdtribune bevinden zich onder andere de vergaderzalen, de fanshop en de kleedkamers van Roda JC. Aan de Oosttribune is een aanbouw, waar naast de Music Dome ook een Albert Heijn XL, een medisch centrum en Sanquin Bloedvoorziening gevestigd zijn. Aan de Koempeltribune zijn onder andere Wiertz Company, Basic-Fit en Bufkes gevestigd. Aan de Theo Pickeé Tribune is een hotel gebouwd, dat in augustus 2008 klaar moest zijn. Daarmee hebben, acht jaar na de bouw van het stadion, alle tribunes een aanbouw.
Het hotel, gelegen aan de zuidzijde van het stadion, opende uiteindelijk in maart 2010 zijn deuren als Golden Tulip Hotel. Per 1 april 2019 is dit hotel overgenomen door Fletcher Hotels. De Albert Heijn XL opende in september 2014.

## Uitverkochte wedstrijden
Het Parkstad Limburg Stadion is na de opening nog enkele malen uitverkocht geweest: tegen AFC Ajax (1-1) en Feyenoord (1-0) in het seizoen 2000-'01, tijdens de UEFA Cup topper tegen AC Milan (0-1) op 19 februari 2002, bij de wedstrijd tegen sc Heerenveen en VVV-Venlo in het seizoen 2007-'08.
In het seizoen 2008-'09 zat het stadion de laatste twee thuiswedstrijden van de play-offs voor promotie-degradatie (FC Dordrecht en SC Cambuur Leeuwarden) vol door een actie waarbij supporters voor vijf euro naar binnen mochten.
Gedurende het seizoen 2010-'11 slaagde Roda JC er opnieuw in een keer uitverkocht te raken. Ditmaal opnieuw tegen Ajax. De wedstrijd eindigde in een 2-2 gelijkspel, nadat Ajax in de rust nog met 0-2 voorstond.
Ook tijdens de laatste met 2-1 gewonnen playoff wedstrijd voor promotie- degradatie in het seizoen 2012-2013 thuis tegen Sparta Rotterdam (2-1), was het stadion uitverkocht, tijdens de nacompetitie thuiswedstrijd tegen NAC Breda (0-1) voor een plek in de Eredivisie in het seizoen 2014-2015, tijdens de beslissende nacompetitie thuiswedstrijd voor promotie-degradatie tegen MVV (1-0) in het seizoen 2016-2017 en tijdens de finale wedstrijd voor promotie-degradatie tegen Almere City FC (1-2) in het seizoen 2017-2018.

## Interlands
Het Parkstad Limburg Stadion heeft diverse 'grootmachten' in het Europese voetbal mogen ontvangen. In het seizoen 2001-'02 had AC Milan grote moeite om Roda JC uit de kwartfinale van de UEFA-Cup te houden. Roda JC verloor in het Parkstad Limburg Stadion met 0-1, maar Roda won in Milaan de return met 0-1. Na strafschoppen ging AC Milan alsnog door. Ook Valencia heeft de grasmat van het Parkstad Limburg Stadion al betreden, al was dat in het kader van de Intertoto. Roda en Valencia bleven in evenwicht: het werd 0-0. Tijdens een oefenwedstrijd in het seizoen 2002-'03, kwam Chelsea nog langs. 3-3 was toen de eindstand. In 2005 werd in het stadion de openingswedstrijd en een halve finale gespeeld van het Wereldkampioenschap voetbal onder 20.
| #  | Datum         | Wedstrijd       | Uitslag | Competitie        |
| -- | ------------- | --------------- | ------- | ----------------- |
| 1. | 17 april 2002 | Chili – Turkije | 0 - 2   | Vriendschappelijk |

Bijgewerkt t/m 25 juli 2013

## Statistieken
On-officiële statistieken:
- De eerste gespeelde wedstrijd was een vriendschappelijke wedstrijd tussen Roda JC en Real Zaragoza, die eindigde in een 2-2 gelijkspel, op dinsdagavond 15 augustus 2000.
- Het eerste doelpunt werd gescoord door Marcos Vales, van Real Zaragoza.
- Het eerste doelpunt voor Roda JC werd gescoord door Samir Ouindi.

Officiële statistieken:
- De eerste officiële wedstrijd was de eredivisiewedstrijd tussen Roda JC en FC Twente, eindigend in 2-2.
- Het eerste officiële doelpunt werd gescoord door toenmalig FC Twente speler Scott Booth.
- Het eerste doelpunt voor Roda JC werd gescoord door spits Yannis Anastasiou.

Toeschouwers:
- De meeste toeschouwers, 19.979, kwamen naar de UEFA cup-wedstrijd tegen AC Milan, eindigend in 0-1 , op dinsdagavond 19 februari 2002.
- De minste toeschouwers, 2.500, kwamen naar de UEFA cup-wedstrijd tegen Fylkir kijken. Op 11 september 2001 werd het 3-0. Dit was mede debet aan de aanslagen van 11 september 2001. De UEFA wilde de wedstrijd destijds niet afgelasten.

Abe Lenstra Stadion (sc Heerenveen) ·
De Adelaarshorst (Go Ahead Eagles) ·
AFAS Stadion (AZ) ·
Erve Asito (Heracles Almelo) ·
Euroborg (FC Groningen) ·
Stadion Feijenoord (Feyenoord) ·
Fortuna Sittard Stadion (Fortuna Sittard) ·
Stadion Galgenwaard (FC Utrecht) ·
De Goffert (N.E.C.) ·
De Grolsch Veste (FC Twente) ·
Johan Cruijff ArenA (Ajax) ·
Het Kasteel (Sparta Rotterdam) ·
Koning Willem II Stadion (Willem II) ·
MAC³PARK stadion (PEC Zwolle) ·
Mandemakers Stadion (RKC Waalwijk) ·
Philips Stadion (PSV) ·
Rat Verlegh Stadion (NAC Breda) ·
Yanmar Stadion (Almere City FC)
AFAS Trainingscomplex (Jong AZ) ·
Bingoal Stadion (ADO Den Haag) · 
Frans Heesen Stadion (TOP Oss) ·
GelreDome (Vitesse) ·
De Geusselt (MVV Maastricht) ·
GS Staalwerken Stadion (Helmond Sport) ·
De Herdgang (Jong PSV) ·
Jan Louwers Stadion (FC Eindhoven) ·
Covebo Stadion - De Koel - (VVV-Venlo) · 
Kooi Stadion (SC Cambuur)  · 
Kras Stadion (FC Volendam) ·
M-Scores Stadion (FC Dordrecht) ·
De Oude Meerdijk (FC Emmen) ·
Parkstad Limburg Stadion (Roda JC Kerkrade) ·
711 Stadion (Telstar) ·
De Toekomst (Jong Ajax) ·
Van Donge & De Roo Stadion (Excelsior)
De Vijverberg (De Graafschap) ·
De Vliert (FC Den Bosch) ·
Sportcomplex Zoudenbalch (Jong FC Utrecht) ·
AFAS Trainingscomplex (AZ Vrouwen) ·
Bingoal Stadion (ADO Den Haag Vrouwen) ·
Het Diekman (FC Twente Vrouwen) ·
Fortuna Sittard Stadion (Fortuna Sittard Vrouwen) ·
De Herdgang (PSV Vrouwen) ·
711 Stadion (Telstar Vrouwen) ·
Skoatterwâld (sc Heerenveen Vrouwen) ·
Sportpark Be Quick '28 (PEC Zwolle Vrouwen) ·
De Toekomst (Ajax Vrouwen) ·
Van Donge & De Roo Stadion (Excelsior Vrouwen) ·
Varkenoord (Feyenoord Vrouwen)
Zoudenbalch (FC Utrecht Vrouwen)
Alkmaarderhout (Alkmaar '54/AZ '67/AZ) ·
Amsterdamsestraatweg (Elinkwijk) ·
De Baandert (Sittardia/FSC/Fortuna Sittard) ·
Beatrixstraat (NAC) ·
De Berckt (SC Venlo'54/VVV) ·
Berg & Bos (AGOVV/AGOVV Apeldoorn) ·
Birkhoven (SC Amersfoort/HVC) ·
De Blauwe Kei (Baronie) ·
Bornsestraat (Heracles/SC Heracles '74) ·
De Boschpoort (MVV) ·
Botenlaan (Brabantia) ·
De Braak (Helmondia '55/Helmond Sport) ·
Brasserskade (DHC) ·
Breestraat (KFC/FC Zaanstreek) ·
Buiksloterbanne (De Volewijckers) ·
Cambuurstadion (SC Cambuur/Leeuwarden) ·
Damlaan (Hermes DVS) ·
Het Diekman (SC Enschede/FC Twente) ·
Duinhorst (Den Haag/Flamingo's '54) ·
Esserberg (Be Quick) ·
Fatimastraat (Baronie) ·
FC Twente-trainingscentrum (FC Twente Vrouwen) ·
Stadion Feijenoord (SVV) ·
Floreslaan (Fortuna Vlaardingen/FC Vlaardingen '74) ·
Frankelandsedijk (SVV) ·
Galgenwaard (DOS/Velox) ·
Gemeentelijk Sportpark Hilversum (SC 't Gooi/SC Gooiland/Hilversum) ·
Gemeentelijk Sportpark Tilburg (Willem II/NOAD) ·
Haarlemstadion (HFC Haarlem) ·
Harga (Hermes DVS/SVV) ·
Heekpark (SC Enschede/Enschedese Boys) ·
Heekstraat (Rigtersbleek) ·
Heerlenersteenweg (Juliana) ·
De Heikant (Achilles '29/Achilles '29 Vrouwen) ·
Het Heuveltje (Oldenzaal) ·
Hoornseveld (ZFC) ·
Houtrust (Holland Sport/SHS) ·
Houtsdonk (Helmond) ·
Industriestraat (NOAD) ·
Irislaan (VC Vlissingen/VCV Zeeland) ·
Jonkerbergstraat (Roda Sport) ·
Kaalheide (Rapid '54/Rapid JC/Roda JC/Roda JC Vrouwen) ·
Het Kasteel (Xerxes) ·
Kikkerpolder (UVS) ·
De Koeburg (Zeist) ·
Koning Willem II Stadion (Willem II Vrouwen) ·
Koningsweg (Velox) ·
De Koel (VVV-Venlo Vrouwen) ·
De Koog (FC Zaanstreek) ·
De Kraal (VVV/FC VVV) ·
Krommedijk (D.F.C./DS '79/SVV/Dordrecht '90) ·
J.H. Kruisstraat (Heerenveen/sc Heerenveen) ·
Laan van Vollering (DHC) ·
De Langeleegte (SC Veendam) ·
Leenderweg (De Valk) ·
Liesbosweg (Utrecht) ·
't Lood (AZ Vrouwen) ·
De Luiten (RBC) ·
Oosterenkstadion (Zwolsche Boys/PEC Zwolle) ·
Oosterpark (GVAV/Oosterparkers/FC Groningen) ·
Mauritsstadion (Fortuna '54/FSC) ·
De Meer (Ajax) ·
Mosveld (De Volewijckers) ·
Nieuw-Monnikenhuize (Vitesse) ·
Noordersportpark (EDO) ·
Olympia (RKC Waalwijk) ·
Olympisch Stadion (Blauw-Wit/Amsterdam/DWS/FC Amsterdam) ·
Olympisch Stadion (bijveld) (Blauw-Wit/DWS/FC Amsterdam) ·
De Planeet (SC Drente/Zwartemeer) ·
RBC-Stadion (RBC) ·
Reeweg (Emma) ·
Rolduckerstraat (Kerkrade/Roda Sport) ·
Rozenoord (DOSKO) ·
Sittardia-terrein (Sittardia) ·
Schoonenberg (Stormvogels/VSV/AZ Vrouwen/SC Telstar VVNH) ·
Spaarndammerdijk (DWS) ·
Straatweg (EBOH) ·
Aan de spoorbrug (LONGA) ·
Sportparklaan (RCH) ·
Stadspark (Velocitas) ·
Thomassen-terrein (Rheden) ·
Veemarktterrein (FC Utrecht) ·
Veldwijk (Twentse Profs/Tubantia) ·
Venweg (Limburgia) ·
De Vliert (BVV) ·
Volkspark (Enschedese Boys) ·
De Vrolijkheid (PEC Zwolle/Zwolsche Boys) ·
Wageningse Berg (Wageningen/FC Wageningen) ·
Walvisstraat (ONA) ·
Wassenaarseweg (UVS) ·
Westzanerdijk (ZFC) ·
De Wolfsdonken (Wilhelmina) ·
Xerxesweg (Xerxes) ·
Zuidendijk (EBOH) ·
Zuiderpark (ADO Den Haag)